# 巴尔莱佩姆
巴尔莱佩姆（法語：Bard-lès-Pesmes，法語發音：[baʁ lɛ pɛm]，意为“佩姆附近的巴尔”）是法国上索恩省的一个市镇，属于沃苏勒区。

## 地理
巴尔莱佩姆（47°16'22"N, 5°37'58"E）面积5.21 平方千米，位于法国勃艮第-弗朗什-孔泰大區上索恩省，该省份为法国东部内陆省份，北起顺时针与孚日省、贝尔福地区省、杜省、汝拉省、科多尔省和上马恩省接壤。
与巴尔莱佩姆接壤的市镇（或旧市镇、城区）包括：绍梅尔塞讷、蒙塔涅、马朗、佩姆。

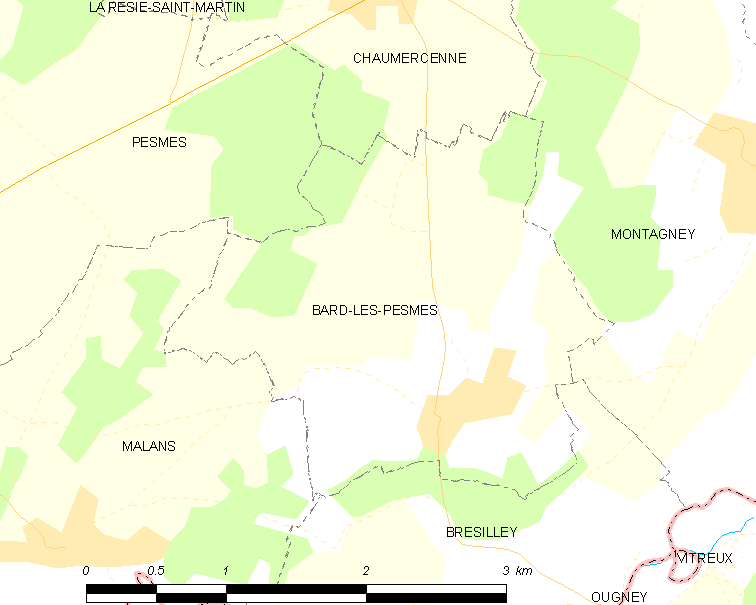
巴尔莱佩姆的OSM定位图

巴尔莱佩姆的时区为UTC+01:00、UTC+02:00（夏令时）。

## 行政
巴尔莱佩姆的邮政编码为70140，INSEE市镇编码为70048。

## 政治
巴尔莱佩姆所属的省级选区为马尔奈县。

## 人口

1962-2008年间巴尔莱佩姆人口变化图示

巴尔莱佩姆于2022年1月1日时的人口数量为136人。